# Un peu plus loin

Un peu plus loin est une chanson écrite par Jean-Pierre Ferland en 1969 et parue sur le vinyle Un peu plus loin sorti la même année. Renommée Un peu plus haut, un peu plus loin, la chanson fait son entrée au Panthéon des auteurs et compositeurs canadiens en 2003.
Ce n'est qu'en 1975 que la chanson marque les esprits alors que Ginette Reno en fait une interprétation magistrale lors du spectacle de clôture des festivités de la Fête nationale du Québec, sur le Mont Royal, dans le cadre d'un spectacle hommage à l'auteur.

## Interprétations
- En 2024, Ginette Reno interprète la chanson lors des funérailles télédiffusées de Jean-Pierre Ferland lui-même.
- En 2008, lors du 400e anniversaire de Québec, Ginette Reno reprend son succès avec Céline Dion.
- En 2005, Isabelle Boulay chante la chanson pour la Saint-Jean Baptiste.
- En 1997, Luce Dufault interprète la chanson lors des funérailles de la comédienne Marie-Soleil Tougas diffusées à la télévision.